# Primus
I Primus sono un gruppo alternative metal statunitense, formatosi nel 1984 ad El Sobrante, in California.
Lo stile proposto dalla band è un originale miscuglio di funk, metal, punk rock e psichedelia sposato con un'estetica freak e zappiana, che rende difficile la loro classificazione all'interno di un preciso genere musicale. La musica dei Primus è stata profondamente influente su quella di molte band successive, in particolare su band della scena nu metal come Korn, Limp Bizkit, Deftones, Incubus e System of a Down. Sin dai primi anni di vita, fino al 2003, la band utilizzò l'ironico slogan "Primus sucks!" ("I Primus fanno schifo!").

## Storia

### I primi anni eFrizzle Fry(1984-1990)

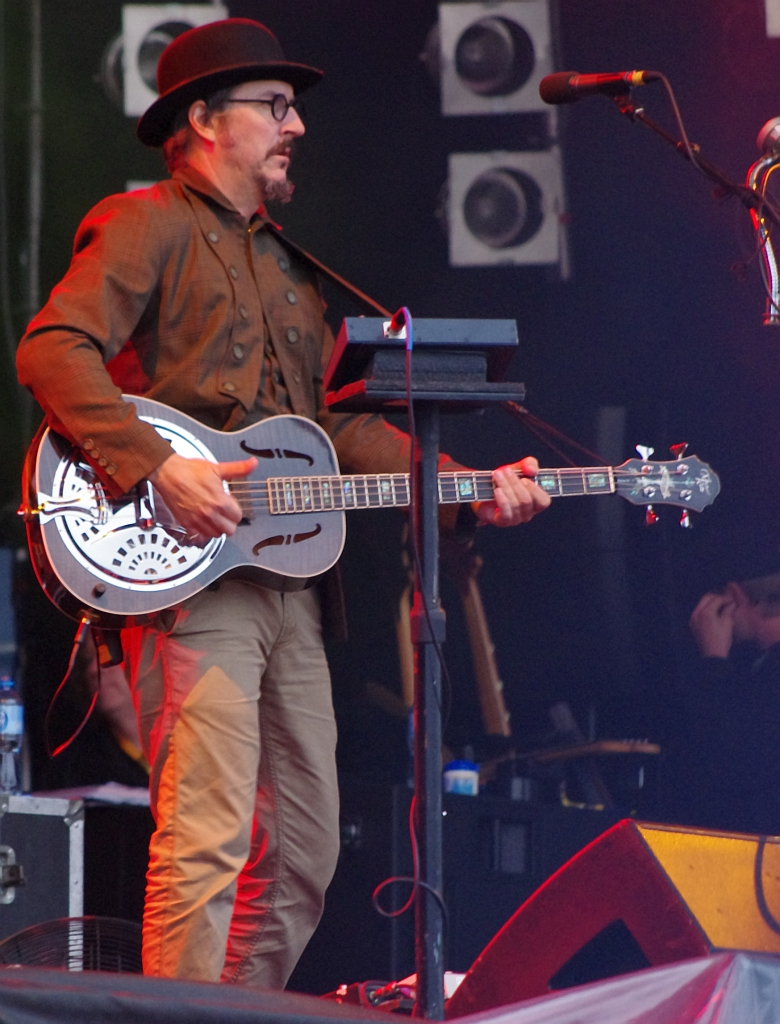
Les Claypool

La prima formazione del gruppo, noto con il nome "Primate", è composta da Les Claypool al basso e da Todd Huth alla chitarra, e si formò nel 1984. Per ovviare alla mancanza del batterista Claypool utilizza una drum machine, ma per la realizzazione del loro primo demo si unisce a loro il batterista Perm Parker. Nonostante non fossero un gruppo thrash metal, vengono accostati alla scena thrash della Bay Area, grazie a una serie di concerti di supporto a gruppi come Testament ed Exodus, il gruppo riesce a crearsi un discreto seguito di fan. Successivamente entra in pianta stabile il batterista Jay Lane.
Nel 1989, dopo essersi fatti un nome nella locale scena musicale grazie al loro particolare funk metal, Huth e Lane lasciarono il gruppo per dedicarsi ad altri progetti, e vengono sostituiti dal chitarrista Larry "Ler" LaLonde (ex Possessed, gruppo death metal, ed allievo di Joe Satriani) ed il batterista Tim "Herb" Alexander (ex Major Lingo, gruppo ska).
Lo stesso anno, il gruppo pubblica l'album live, Suck on This, e l'anno seguente il primo album di studio, Frizzle Fry, da cui vengono estratti i singoli John the Fisherman, che nel 2006 verrà incluso nel videogame Guitar Hero II, Too Many Puppies, Mr. Knowitall. Successivamente, una tournée con i Jane's Addiction, fa guadagnare al gruppo popolarità e un contratto con l'etichetta Interscope Records.

### Seas of Cheese,Pork SodaePunchbowl(1991-1996)
Il debutto per la Interscope Records avviene con l'album Sailing the Seas of Cheese, nel 1991, da cui vengono estratti i singoli Jerry Was a Race Car Driver, che nel 2010 verrà incluso nel videogame Rock Band 3, Tommy the Cat (che vede Tom Waits come ospite) e Those Damned Blue-Collar Tweekers. Dei primi due singoli furono prodotti anche i rispettivi videoclip. Grazie al passaggio alla Interscope l'album guadagna il disco d'oro, ed il gruppo intraprende un tour in supporto a gruppi come Rush, U2, Anthrax e Public Enemy.
Nel 1992 viene pubblicato Miscellaneous Debris, un EP di cover di XTC, The Residents, Pink Floyd e altri. L'anno seguente esce l'album Pork Soda, che debutta alla posizione 7 della Billboard Top 10. L'album è più cupo dei precedenti nelle musiche e nei testi, che parlano di suicidio, omicidio e di alienazione. Nonostante ciò, i singoli estratti My Name Is Mud, DMV e Mr. Krinkle riscontrano buon successo. Pork Soda è il primo album ad essere registrato al Rancho Relaxo, la residenza/studio di Claypool. Lo stesso anno partecipano al festival itinerante Lollapalooza, e all'edizione del 1994 del Festival di Woodstock.
Nel mentre Claypool, Huth e Lane formano il progetto parallelo Sausage, che incisero un solo album nel 1994 intitolato Riddles Are Abound Tonight.
Nel 1995 viene pubblicato Tales from the Punchbowl, album che ottenne buoni risultati dalla critica e dalle vendite. Dall'album è tratto il singolo Wynona's Big Brown Beaver, che ottiene anche una nomination ai Grammy Award, e che fa ottenere al gruppo un'apparizione agli show televisivi di David Letterman e Conan O'Brien.

### Brown Album,Antipope la pausa (1997-2002)

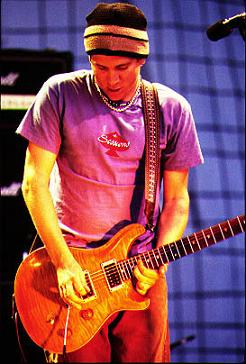
Larry LaLonde

Dopo la pubblicazione di Tales from the Punchbowl, Alexander lascia il gruppo per dedicarsi ad altri progetti tra i quali gli Attention Deficit e i Laundry, e viene sostituito da Bryan "Brain" Mantia che impone al gruppo una sterzata verso melodie più orecchiabili. Nel 1996, Trey Parker e Matt Stone, autori del cartone animato South Park, nonché fan del gruppo, affidano ai Primus la sigla della loro serie animata, inserita più tardi in Chef Aid: The South Park Album.
Nel 1997 viene pubblicato Brown Album, da cui vengono estratti i singoli Shake Hands with Beef e Over the Falls. Nel 1998 prendono parte al primo Sno-Core tour, che comprende gruppi come gli Aquabats e i blink-182.
Nel 1999 il gruppo pubblica Antipop, album che vede molte collaborazioni da musicisti e produttori esterni, partecipa quindi all'Ozzfest ed al Family Values Tour, e realizza un videoclip per il pezzo Lacquerhead, bandito da MTV per i suoi contenuti con riferimento alla droga.
Nel 2000 registrarono una cover del brano dei Black Sabbath, N.I.B., con Ozzy Osbourne alla voce, incluso nell'album Nativity in Black II: A Tribute to Black Sabbath, e che raggiunge la posizione numero 2, la più alta in classifica mai raggiunta dal gruppo, nella classifica Billboard Modern Rock Tracks.
Nel 2001, dopo il tour per la promozione dell'album, il gruppo si scioglie temporaneamente, citando come motivo una cattiva gestione in studio e una generale insoddisfazione.
In questo periodo, Claypool collabora con gli Oysterhead, con Trey Anastasio e Stewart Copeland, e intraprende due progetti paralleli, i Colonel Les Claypool's Fearless Flying Frog Brigade e, con Mantia, i Colonel Claypool's Bucket of Bernie Brains. LaLonde si unisce invece ai No Forcefield di Mantia per la produzione di due album.

### Riunione,Green Naugahyde,Primus & the Chocolate FactoryeThe Desaturating Seven(2003-presente)
Nel 2003 Claypool, LaLonde e Alexander si riuniscono e pubblicano l'EP/DVD Animals Should Not Try to Act Like People. Successivamente intraprendono un tour di due mesi, proponendo esibizioni divise in due parti distinte: nella prima vengono eseguiti brani dai vari album, nella seconda viene eseguito l'album Sailing the Seas of Cheese nella sua interezza. Nel tour dell'anno successivo, sostituendo l'esecuzione di Sailing the Seas of Cheese con quella di Frizzle Fry. Per questi due tour, il gruppo vende le registrazioni dei concerti direttamente online. Il DVD incluso in Hallucino-Genetics contiene l'esibizione di Chicago del 2004.
Nell'ottobre del 2006 viene pubblicato il greatest hits del gruppo, They Can't All Be Zingers: The Best of Primus e il DVD Blame It on the Fish, e il mese seguente il gruppo intraprende il Primus: The Beat a Dead Horse Tour 2006.
Il 3 marzo 2010 i Primus si riuniscono con lo storico batterista Jay Lane e annunciano un nuovo tour insieme a Gogol Bordello, Wolfmother e The Dead Kenny G's. Il 5 agosto pubblicano un EP dal titolo June 2010 Rehearsal contenente quattro tracce scaricabili gratuitamente dal loro sito ufficiale. Il 14 settembre prende il via dal Portogallo la seconda parte del loro Oddity Faire Tour.
Nel 2011 Claypool annuncia che la band rientrerà in studio per registrare un nuovo album. Nel maggio dello stesso anno viene rivelato il titolo dell'album, Green Naugahyde, che sarà pubblicato il 13 settembre. I Primus hanno continuato il loro tour durante tutto l'anno esibendosi in numerosi occasioni in Nord America nei mesi di maggio e giugno, a cui seguirono le date europee. Successivamente, in primi giorni di agosto, sono rientrati in America per svolgere le ultime date prima di iniziare il Major Fall Tour per promuovere il nuovo album.
Il 21 ottobre 2014 esce il nuovo album Primus & the Chocolate Factory with the Fungi Ensemble, un remake della colonna sonora del film Willy Wonka e la fabbrica di cioccolato. Il disco è stato registrato dalla formazione "classica" con Tim Alexander alla batteria.
Il nuovo album, The Desaturating Seven, è uscito il 29 settembre 2017.
nel 22 aprile 2022 esce l’album conspiranoid, che comprende il singolo cospiranoia
Tra il 2021 e il 2022 i Primus hanno intrapreso il tour A Tribute to Kings, nel corso del quale hanno proposto materiale del loro repertorio assieme all'esecuzione dell'intero album A Farewell to Kings dei Rush (1977).
Il 29 ottobre 2024 il gruppo comunica sui propri canali social l'improvviso abbandono del gruppo da parte del batterista Tim Alexander, notificato alla band dallo stesso batterista 12 giorni prima. "Herb" prende questa decisione poiché, stando a quanto riferito al resto della band, ha perso la passione nel suonare: in attesa di un sostituto fisso, il suo posto viene temporaneamente preso da Danny Carey, in forza ai Tool..
Il 7 febbraio 2025 il gruppo annuncia l'entrata del batterista John "Hoffer" Hoffman nella band, in sostituzione di Alexander.

## Stile musicale
Ricordati per le loro sonorità umoristiche, sperimentali e stravaganti, i Primus sono esponenti di un alternative metal che assorbe influenze punk, thrash, speed metal e funk. Si concentrano sul virtuosismo e sulla voce del bassista Les Claypool e con le loro sonorità rievocano artisti quali Frank Zappa e i Rush. Secondo la descrizione che dà di loro Piero Scaruffi, "pur somigliando al progressive rock hanno il piglio dell'hardcore". Vengono spesso classificati fra i gruppi del rock alternativo, mentre AllMusic li riconduce fra quelli del funk metal e del neoprogressive.

## Formazione

### Attuale
- Les Claypool – voce, basso, contrabbasso (1984–2000, 2003–presente)
- Larry "Ler" LaLonde – chitarra, cori (1989–2000, 2003–presente)
- John "Hoffer" Hoffman – batteria (2025–presente)

### Ex-membri
- Todd Hutt – chitarra, cori (1984–1989)
- Vince "Perm" Parker – batteria (1984)
- Mark Edgar – batteria (1984)
- Peter Libby – batteria (1984–1986)
- Robbie Bean – batteria (1986)
- Tim "Curveball" Wright – batteria (1986–1988)
- Jay "Jayski" Lane – batteria, cori (1988–1989, 2010–2013)
- Bryan "Brain" Mantia – batteria (1989, 1996–2000; turnista 2024)
- Tim "Herb" Alexander – batteria, cori (1989–1996, 2003–2010, 2013–2024)

### Ex-turnisti
- DJ Disk – giradischi (1998–1999)
- Buckethead – chitarra (1999)
- Danny Carey – batteria (2014, 2025)

## Discografia

### Album in studio
- 1990 - Frizzle Fry
- 1991 - Sailing the Seas of Cheese
- 1993 - Pork Soda
- 1995 - Tales from the Punchbowl
- 1997 - Brown Album
- 1999 - Antipop
- 2011 - Green Naugahyde
- 2014 - Primus & the Chocolate Factory with the Fungi Ensemble
- 2017 - The Desaturating Seven

### Album dal vivo
- 1989 - Suck on This
- 1998 - Back in the Madhouse
- 2003 - The Fillmore
- 2025 – Sessanta Live

### Raccolte
- 2006 - They Can't All Be Zingers: The Best of Primus

### EP
- 1992 - Miscellaneous Debris
- 1998 - Rhinoplasty
- 2003 - Animals Should Not Try to Act Like People
- 2010 - June 2010 Rehearsal
- 2022 - Conspiranoid

### Singoli
- 1990 - John the Fisherman
- 1990 - Too Many Puppies
- 1990 - Mr. Knowitall
- 1991 - Jerry Was a Race Car Driver
- 1991 - Tommy the Cat
- 1992 - Those Damned Blue-Collar Tweekers
- 1992 - Making Plans for Nigel
- 1993 - My Name Is Mud
- 1993 - DMV
- 1993 - Mr. Krinkle
- 1995 - Wynona's Big Brown Beaver
- 1995 - Mrs. Blaileen
- 1995 - Southbound Pachyderm
- 1997 - Shake Hands with Beef
- 1997 - Over the Falls
- 1999 - Lacquerhead

### Apparizioni in compilation
- 1994 - Woodstock 94
- 1996 - Bored Generation

## Videografia

### DVD
- 1992 – Cheesy Home Video
- 1998 – Horrible Swill: A Tawdry Look at Primus on the Road in 1998
- 1998 – Videoplasty
- 2003 – Animals Should Not Try to Act Like People
- 2004 – Hallucino-Genetics
- 2006 – Blame It on the Fish

### Videoclip
- 1989 - Tommy the Cat
- 1989 - John the Fisherman
- 1990 - Too Many Puppies
- 1991 - Jerry Was a Race Car Driver
- 1993 – My Name Is Mud (regia di Mark Kohr)
- 1993 – DMV
- 1993 – Mr. Krinkle (regia di Les Claypool)
- 1995 – Wynona's Big Brown Beaver
- 1995 – Southbound Pachyderm
- 1996 – The Devil Went Down to Georgia (regia di Mike Johnson)
- 1997 – Shake Hands with Beef (regia di Les Claypool)
- 1997 – Over the Falls
- 1999 – Lacquerhead
- 2011 – Tragedy's a Comin'
- 2012 – Lee Van Cleef